# F 15 Flygmuseum

F 15 Flygmuseum är ett militärhistoriskt museum som ligger i en gammal hangar inne på före detta F 15:s flottiljområde, cirka 5 km söder om Söderhamn. Området heter numera Flygstaden. Museet drivs av F 15 Kamratförening som en ideell förening, vars syfte är att bevara minnet av Söderhamn som flottiljstad samt Hälsinge flygflottilj (F 15).
I flygplanshallen visas bland annat alla krigsflygplan som varit stationerade på F 15. I de mindre rummen visas olika scenarier från flottiljens dagliga verksamhet. Ute på hangarplattan finns även flygplan uppställda.

## Galleri
Nedanstående objekt finns att beskåda i museets utomhusutställning. 

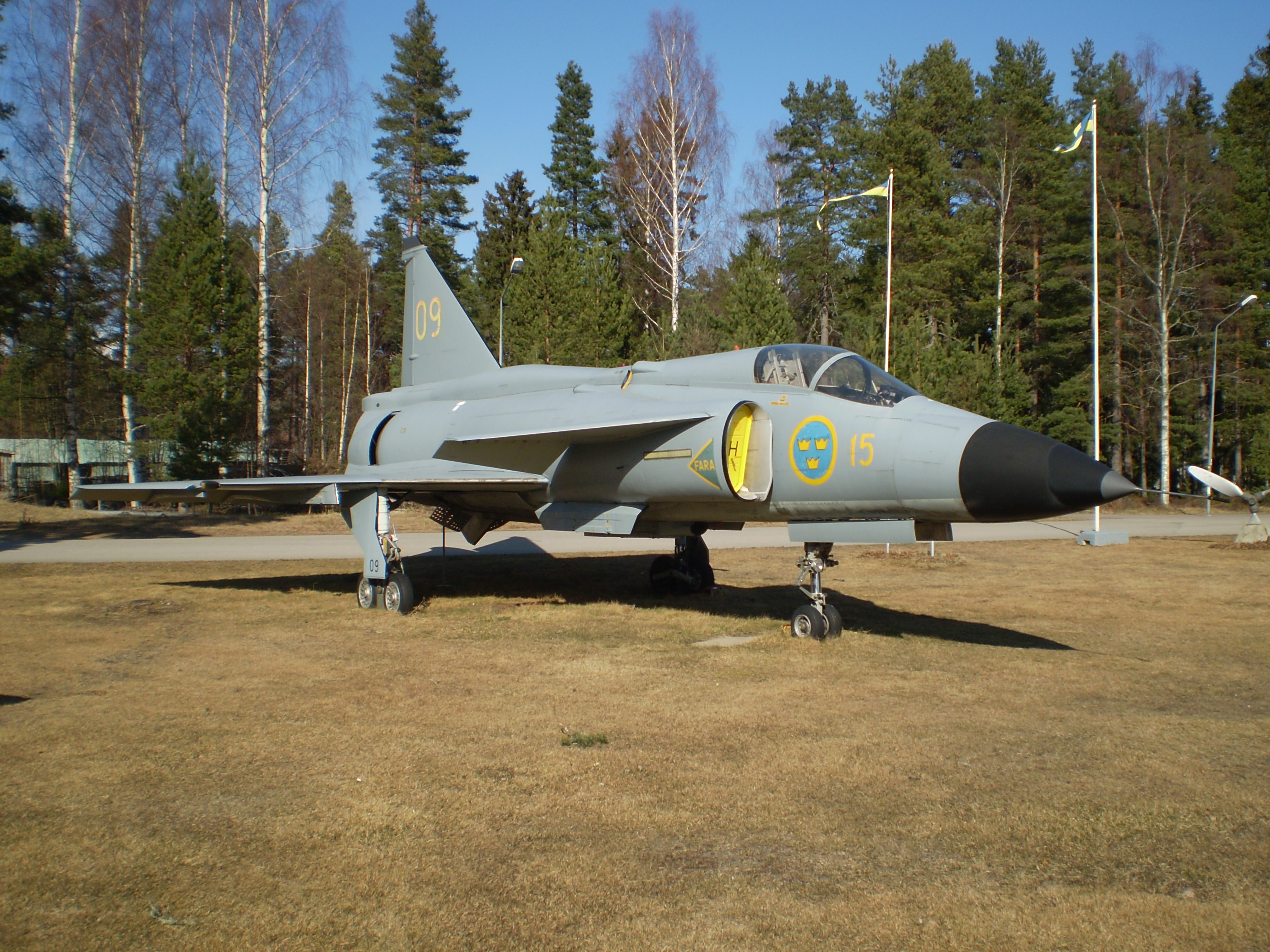
AJS 37 Viggen, Fv-nummer: 37009.
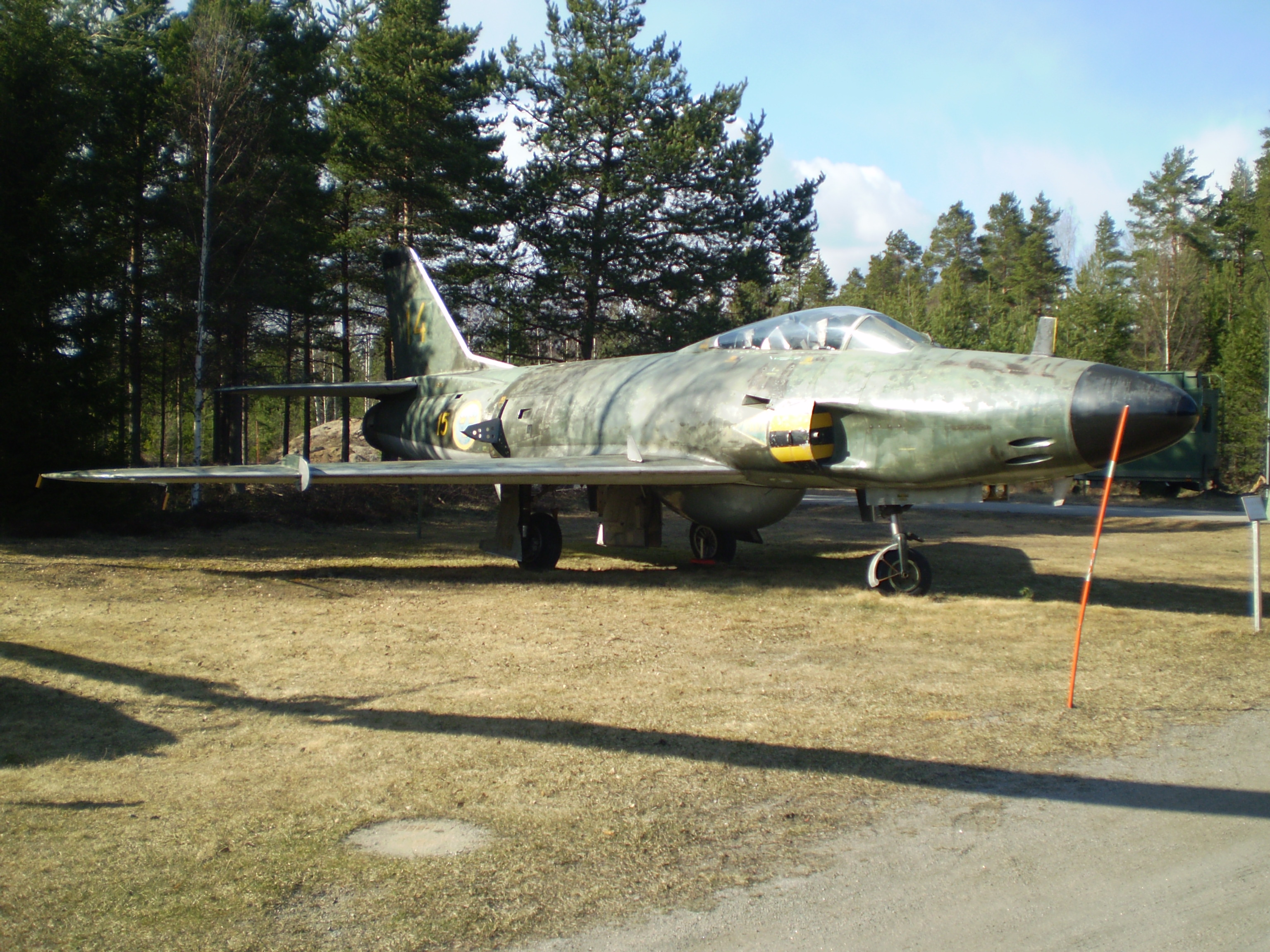
J 32B Lansen, Fv-nummer: 32530.
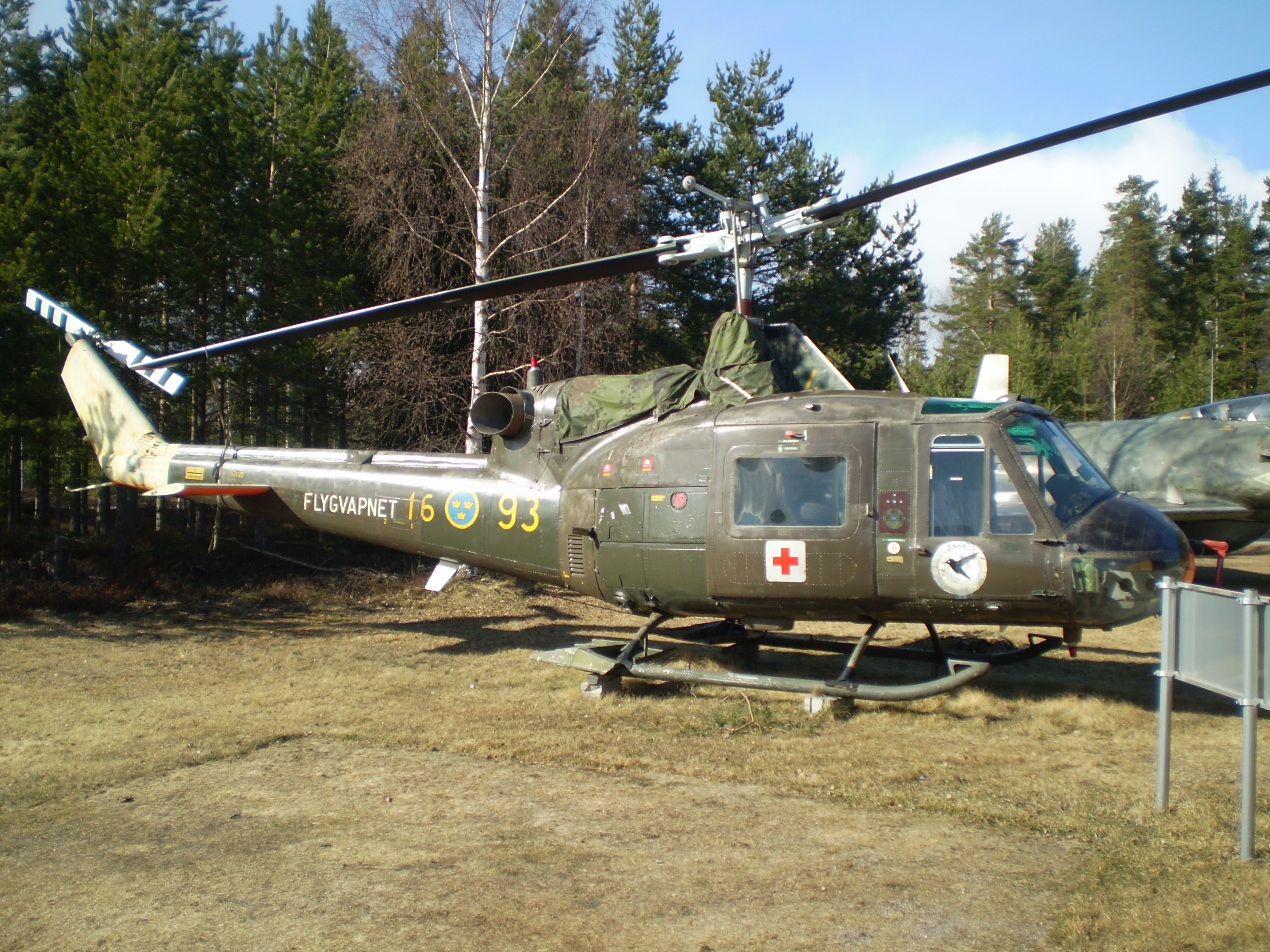
Hkp 3, Fv-nummer: 03423.
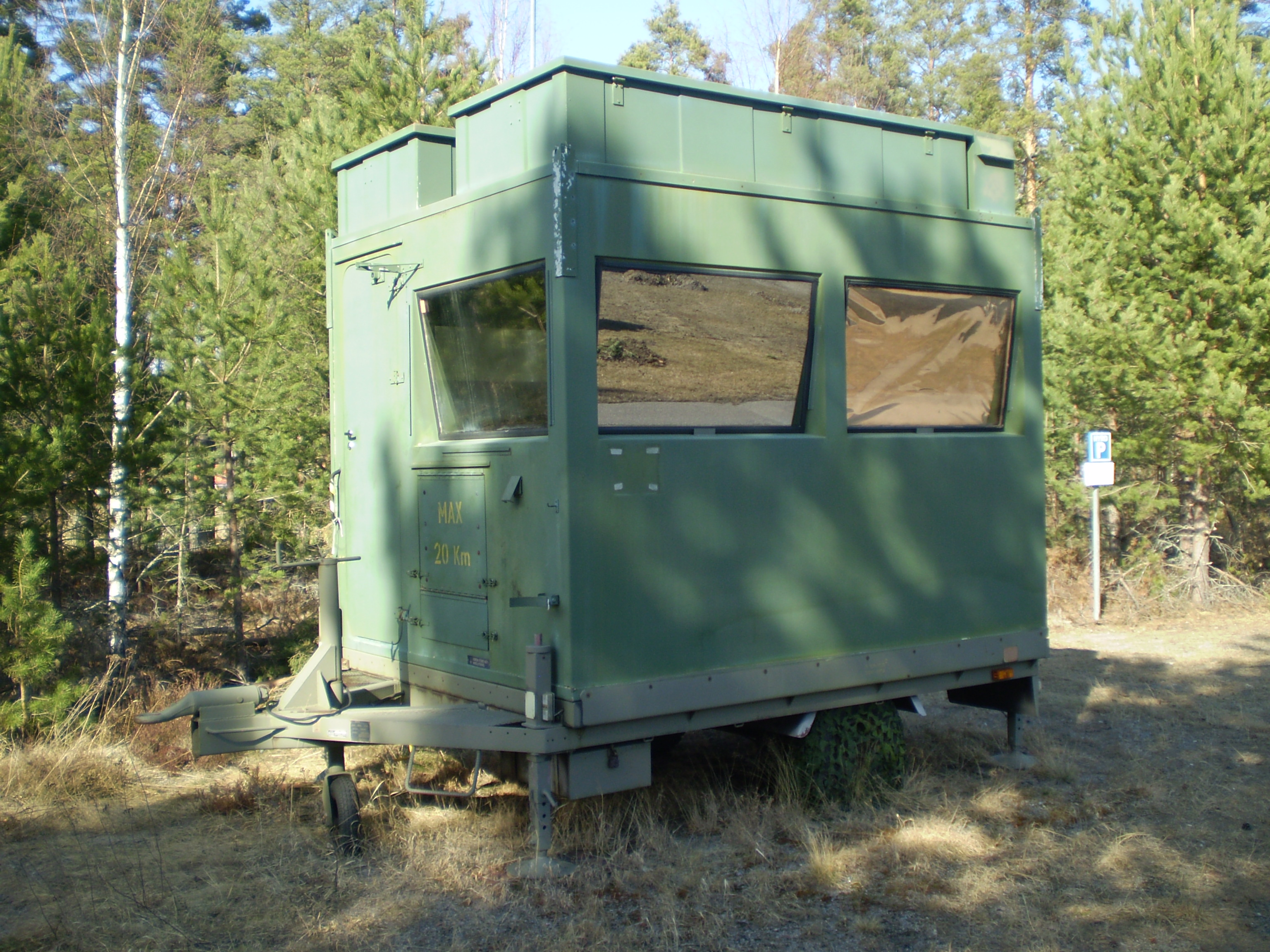
TLF-kärra för flygledning i fält.